# Humankind
Humankind is een nummer van de Britse rockband Coldplay uit 2022. Het is de vierde single van hun negende negende studioalbum Music of the Spheres.
Humankind is geschreven vanuit het perspectief van een buitenaards wezen, dat komt van een planeet waar muziek streng verboden is. Wanneer het wezen toch voor de eerste keer muziek hoort, is hij verkocht. Het schrijfproces van het nummer verliep volgens de bandleden moeizaam, de band 'voelde' het nummer niet. "Humankind was misschien wel het moeilijkst op te nemen nummer op het album. De track had een goede energie, maar was misschien een beetje te veel rock voor ons", aldus Chris Martin. Met de hulp van Max Martin werd het nummer uiteindelijk voltooid. Het nummer kende het meeste succes in het Nederlandse taalgebied. In de Nederlandse Top 40 was het met een 39e positie niet heel succesvol, des te beter deed de plaat het in de Vlaamse Ultratop 50 met een 8e positie. Buiten Nederland en Vlaanderen werd het nummer geen hit; in thuisland het Verenigd Koninkrijk bereikte het slechts de 94e positie in de verkooplijst.